# 호세 로페스 포르티요
호세 로페스 포르티요 이 파체코(스페인어: José López Portillo y Pacheco, 1920년 6월 16일 ~ 2004년 2월 17일)는 멕시코의 정치인으로 소속 정당은 제도혁명당이다.
멕시코 국립 자치 대학교 법학과를 졸업했으며 1959년 제도혁명당에 입당했다. 1973년부터 1975년까지 멕시코 재무부 장관을 역임했다. 1976년부터 1982년까지 멕시코의 대통령을 역임했다. 대통령 재직 시절에 베라크루스주, 타바스코주에서 유전이 발견되면서 멕시코의 경제는 성장을 계속했다.
석유 생산에서 나온 수익을 기반으로 한 경제 개발을 추진하면서 정부 차관이 급증했고 이는 멕시코의 통화인 멕시코 페소가 폭락하는 원인이 된다. 1982년 9월 1일에는 은행의 국유화 조치를 시행했다.

## 같이 보기
- 멕시코의 국가원수 목록